# Stipanska
Stipanska – bezludna wyspa w Chorwacji, na Morzu Adriatyckim.
Leży w Šoltanskim kanale, u wybrzeży wyspy Šolta. Zajmuje powierzchnię 0,559 km². Jej wymiary to 1 × 0,7 km. Jest zbudowana z wapienia. Najwyższy punkt na wyspie – Glava Stipanske – ma wysokość 68 m n.p.m. Długość linii brzegowej wynosi 3,1 km. Stipanska jest wykorzystywana rolniczo przez mieszkańców miejscowości Maslinica. Na wyspie znajdują się pozostałości wczesnochrześcijańskiej świątyni (V-VI wiek). Dokonano na niej znalezisk archeologicznych.